# Orlando Sá
Orlando Carlos Braga de Sá, noto semplicemente come Orlando Sá  (Barcelos, 26 maggio 1988), è un ex calciatore portoghese, di ruolo attaccante.

## Carriera

### Club
Ha iniziato la sua carriera nelle giovanili del Braga, dove è rimasto 6 anni, prima di passare al professionismo nel 2007 e in prima squadra. Nel medesimo anno è stato ceduto in prestito a una squadra militante nella seconda divisione portoghese, il Maria da Fonte, con la quale è riuscito a giocare con continuità e a collezionare 26 presenze e 6 reti in campionato. È tornato a Braga nel 2008, ma ha debuttato solamente il 5 gennaio 2009 nei minuti finali della partita vinta per 2 a 0 contro il Belenenses. Il 7 marzo 2009 ha segnato la sua prima rete in Primeira Liga, nel match pareggiato per 2 a 2 contro l'Estrela da Amadora.
Il 1º giugno 2009 si è trasferito al Porto a titolo definitivo.
Si trasferisce in Premier League al Fulham nel 2011, con il Porto che mantenne il 25% dei suoi diritti economici. Fa il suo debutto ufficiale con la sua nuova squadra contro il Chelsea allo Stamford Bridge, il 21 settembre 2011 e la sua prima apparizione in campionato avviene 3 giorni dopo contro il West Bromwich, dove gioca per tutti i 90 minuti. Segna il suo primo ed unico gol per il Fulham il 31 dicembre 2011, al settimo minuto contro il Norwich City.
Prima dell'inizio della stagione 2012-2013, dichiarò che stava migliorando al Fulham e scrisse sul sito ufficiale del club: "sento che questa è una stagione davvero importante per me, voglio essere davvero preparato davanti alla nuova campagna, perché voglio che questo anno sia il mio anno. Mi auguro che io possa segnare più gol come quello che ho realizzato contro il Norwich City". Tuttavia il 30 giugno 2012, il suo contratto è stato risolto di comune accordo.
Il 30 luglio 2012 ha firmato un contratto triennale con il club della massima divisione cipriota l'AEL Limassol. Segna il suo primo gol nelle coppe europee il 6 dicembre, contribuendo ad una vittoria per 3 a 0 in casa contro l'Olympique Marsiglia nella fase a gironi dell'Europa League.
Il 14 febbraio 2014 si trasferisce in Polonia al Legia Varsavia, sottoscrivendo un contratto di soli 6 mesi. Ha debuttato in Ekstraklasa il 22 febbraio 2014, nella vittoria per 3 a 0 conquistata contro il Górnik Zabrze. Ha segnato il suo primo gol nell'ultima giornata della stagione regolare e ha contribuito al successo per 3 a 1 a Zagłębie Lubin, facendo conquistare al Legia Varsavia il suo decimo campionato nazionale.
Il 29 giugno 2015 ha firmato per il Reading un contratto triennale. L'11 settembre 2015 realizza la sua prima tripletta da professionista nel 5 a 1 inflitto all'Ipswich Town.

### Nazionale
Il 21 novembre 2008 in una delle prime partite con la nazionale portoghese Under-21, ha segnato una tripletta contro la nazionale spagnola Under-21, nella vittoria casalinga per 4 a 1.
Alcuni mesi più tardi ha ricevuto la sua prima convocazione in nazionale maggiore, per la partita contro la Finlandia, nella quale ha fatto il suo debutto, subentrando dopo un'ora di gioco per sostituire il compagno di squadra Hugo Almeida, la partita poi è terminata 1 a 0 in favore dei lusitani.

## Statistiche

### Presenze e reti nei club
Statistiche aggiornate all'11 marzo 2020.
| Stagione                | Squadra                 | Campionato              | Campionato | Campionato | Coppe nazionali | Coppe nazionali | Coppe nazionali | Coppe continentali | Coppe continentali | Coppe continentali | Altre coppe | Altre coppe | Altre coppe | Totale | Totale |
| Stagione                | Squadra                 | Comp                    | Pres       | Reti       | Comp            | Pres            | Reti            | Comp               | Pres               | Reti               | Comp        | Pres        | Reti        | Pres   | Reti   |
| ----------------------- | ----------------------- | ----------------------- | ---------- | ---------- | --------------- | --------------- | --------------- | ------------------ | ------------------ | ------------------ | ----------- | ----------- | ----------- | ------ | ------ |
| 2007-2008               | Maria da Fonte          | SD                      | 26         | 6          | CP+CdL          | 0+0             | 0               | -                  | -                  | -                  | -           | -           | -           | 26     | 6      |
| 2008-2009               | Braga                   | PL                      | 11         | 2          | CP+CdL          | 0+0             | 0               | Int+CU             | 1+4                | 0                  | -           | -           | -           | 16     | 2      |
| 2009-2010               | Porto                   | PL                      | 2          | 0          | CP+CdL          | 4+5             | 0+1             | UEL                | 0                  | 0                  | -           | -           | -           | 11     | 1      |
| 2010-2011               | Nacional                | PL                      | 16         | 3          | CP+CdL          | 1+2             | 2+0             | -                  | -                  | -                  | -           | -           | -           | 19     | 5      |
| 2011-2012               | Fulham                  | PL                      | 7          | 1          | FACup+CdL       | 0+1             | 0               | UEL                | 4                  | 0                  | -           | -           | -           | 12     | 1      |
| 2012-2013               | AEL Limassol            | AK                      | 16+4       | 5+0        | CC              | 6               | 1               | UCL+UEL            | 0+5                | 1                  | SC          | 1           | 0           | 32     | 7      |
| 2013-feb. 2014          | AEL Limassol            | AK                      | 19         | 13         | CC              | 0               | 0               | -                  | -                  | -                  | -           | -           | -           | 19     | 13     |
| Totale AEL Limassol     | Totale AEL Limassol     | Totale AEL Limassol     | 35+4       | 18+0       |                 | 6               | 1               |                    | 5                  | 1                  |             | 1           | 0           | 51     | 20     |
| feb.-giu. 2014          | Legia Varsavia          | EK                      | 7          | 1          | CP              | 0               | 0               | UCL+UEL            | 0+0                | 0                  | -           | -           | -           | 7      | 1      |
| 2014-2015               | Legia Varsavia          | EK                      | 26         | 13         | CP              | 2               | 0               | UCL+UEL            | 1+6                | 0+1                | SP          | 0           | 0           | 35     | 14     |
| Totale Legia Varsavia   | Totale Legia Varsavia   | Totale Legia Varsavia   | 33         | 14         |                 | 2               | 0               |                    | 7                  | 1                  |             | 0           | 0           | 42     | 15     |
| 2015-gen. 2016          | Reading                 | FLC                     | 19         | 5          | FACup+CdL       | 1+1             | 0               | -                  | -                  | -                  | -           | -           | -           | 21     | 5      |
| gen.-giu. 2016          | Maccabi Tel Aviv        | LhA                     | 3+7        | 2+0        | CI+CdL          | 2+0             | 1               | UCL                | -                  | -                  | -           | -           | -           | 12     | 3      |
| lug.-ago. 2016          | Maccabi Tel Aviv        | LhA                     | 0          | 0          | CI+CdL          | 0+3             | 2               | UEL                | 7                  | 1                  | -           | -           | -           | 10     | 3      |
| Totale Maccabi Tel Aviv | Totale Maccabi Tel Aviv | Totale Maccabi Tel Aviv | 3+7        | 2+0        |                 | 5               | 3               |                    | 7                  | 1                  |             | -           | -           | 22     | 6      |
| 2016-2017               | Standard Liegi          | PL                      | 21+7       | 14+3       | CB              | 1               | 0               | UEL                | 5                  | 0                  | -           | -           | -           | 34     | 17     |
| 2017-feb. 2018          | Standard Liegi          | PL                      | 24         | 10         | CB              | 4               | 3               | -                  | -                  | -                  | -           | -           | -           | 28     | 13     |
| feb.-lug. 2018          | Henan                   | CSL                     | 5          | 1          | CC              | 0               | 0               | -                  | -                  | -                  | -           | -           | -           | 5      | 1      |
| 2018-2019               | Standard Liegi          | PL                      | 16+2       | 1+0        | CB              | 1               | 1               | UCL+UEL            | 2+5                | 0                  | -           | -           | -           | 26     | 2      |
| 2019-mag. 2020          | Standard Liegi          | PL                      | 0          | 0          | CB              | 0               | 0               | -                  | -                  | -                  | -           | -           | -           | 0      | 0      |
| Totale Standard Liegi   | Totale Standard Liegi   | Totale Standard Liegi   | 61+9       | 25+3       |                 | 6               | 4               |                    | 12                 | 0                  |             | -           | -           | 88     | 32     |
| Totale carriera         | Totale carriera         | Totale carriera         | 218+20     | 77+3       |                 | 34              | 11              |                    | 40                 | 3                  |             | 1           | 0           | 313    | 94     |

### Cronologia presenze e reti in nazionale
| Cronologia completa delle presenze e delle reti in nazionale ― Portogallo | Cronologia completa delle presenze e delle reti in nazionale ― Portogallo | Cronologia completa delle presenze e delle reti in nazionale ― Portogallo | Cronologia completa delle presenze e delle reti in nazionale ― Portogallo | Cronologia completa delle presenze e delle reti in nazionale ― Portogallo | Cronologia completa delle presenze e delle reti in nazionale ― Portogallo | Cronologia completa delle presenze e delle reti in nazionale ― Portogallo | Cronologia completa delle presenze e delle reti in nazionale ― Portogallo |
| Data                                                                      | Città                                                                     | In casa                                                                   | Risultato                                                                 | Ospiti                                                                    | Competizione                                                              | Reti                                                                      | Note                                                                      |
| ------------------------------------------------------------------------- | ------------------------------------------------------------------------- | ------------------------------------------------------------------------- | ------------------------------------------------------------------------- | ------------------------------------------------------------------------- | ------------------------------------------------------------------------- | ------------------------------------------------------------------------- | ------------------------------------------------------------------------- |
| 11-2-2009                                                                 | Faro                                                                      | Portogallo                                                                | 1 – 0                                                                     | Finlandia                                                                 | Amichevole                                                                | -                                                                         | 57’                                                                       |
| Totale                                                                    |                                                                           | Presenze                                                                  | 1                                                                         |                                                                           | Reti                                                                      | 0                                                                         |                                                                           |

## Palmarès
- Coppa di Portogallo: 1

Porto: 2009-2010
- Campionato polacco: 1

Legia Varsavia: 2013-2014
- Coppa di Polonia: 1

Legia Varsavia: 2014-2015